# Federica Falzon
Federica Falzon (Safi, 17 februari 2003) is een Maltees zangeres.

## Biografie
Op achtjarige leeftijd begon Falzon te zingen. Haar eerste publieke optreden vond in 2011 plaats op Festa Ħiliet. Later nam ze ook deel aan een muziekfestival in San Remo en was ze te zien in Ti lascio una canzone, een televisieprogramma op Rai 1, het eerste net van de Italiaanse openbare omroep. In 2013 won ze Ghanja Gmiel is-Seba Noti dankzij het nummer Ilwien il-Holqien.
Op 20 april 2014 maakte PBS, de Maltese openbare omroep, bekend dat het Falzon had uitgekozen om het land te vertegenwoordigen op het Junior Eurovisiesongfestival 2014, dat op 15 november gehouden werd in eigen land, in Marsa. Ze vertegenwoordigde met haar nummer Diamonds haar vaderland en werd er 4de mee.
2003: Sarah Harrison · 
2004: Young Talent Team · 
2005: Thea & Friends · 
2006: Sophie Debattista · 
2007: Cute · 
2008: Daniel Testa · 
2009: Francesca & Mikaela · 
2010: Nicole · 
2013: Gaia Cauchi · 
2014: Federica Falzon · 
2015: Destiny Chukunyere · 
2016: Christina Magrin · 
2017: Gianluca Cilia · 
2018: Ela Mangion · 
2019: Eliana Gomez Blanco · 
2020: Chanel Monseigneur · 
2021: Ike & Kaya · 
2022: Gaia Gambuzza · 
2023: Yulan Law